# Music Rights Clearance
Music Rights Clearance (MRC) a pour mission de libérer les droits de titres musicaux pour que les agences publicitaires les utilisent.

## Histoire
L'entreprise Music Rights Clearance a été créée en 2016 par François Lachance, homme d’affaires des secteurs de la musique et du divertissement.  Spécialisée dans la synchronisation musicale, la compagnie agit au nom de ses clients pour régler un ensemble de modalités contractuelles, techniques, artistiques et juridiques entourant la libération de droits musicaux. Ses services incluent l’estimation tarifaire la recherche et la supervision musicale, le réenregistrement et la composition de musique originale, par exemple. Ses clients obtiennent des droits d’utilisation pour une durée, une fréquence, une plateforme et un territoire délimités à la suite de la négociation menée par MRC. 

## Œuvres libérées
Les changements dans la société ont un impact sur les choix musicaux. Les mouvements sociaux influencent la conception des publicités et donc, de la musique qui sera en demande à une période donnée. Par exemple, des artistes engagés sont de plus en plus mis de l'avant. Les annonceurs portent davantage attention aux valeurs prônées par les artistes. 
MRC a libéré plusieurs succès au fil des ans, dont Please come home for Christmas pour une publicité de Noël d’Air Canada, My Body Is A Cage (Arcade Fire) pour Ubisoft, ainsi qu'une chanson Louis Armstrong pour Ikea. Pendant la pandémie, la musique choisie s'est ajustée, avec des chansons plus douces au piano pour commencer, avant de revenir à des chansons plus dynamiques.